# Catumiri
Catumiri là một chi nhện trong họ Theraphosidae.

## Các loài
Chi này gồm các loài:
- Catumiri argentinense (Mello-Leitão, 1941)
- Catumiri chicaoi Guadanucci, 2004
- Catumiri parvum (Keyserling, 1878)
- Catumiri petropolium Guadanucci, 2004